# NGC 136
NGC 136 je otvoreni skup u zviježđu Kasiopeji.

## Vanjske poveznice
- SEDS: NGC 0136